# Neuroektoderm

Vznik neurální trubice a lišty schematicky

Neuroektoderm je podélný pruh ektodermálního zárodečného listu strunatců, z níž se vyvíjí nervová soustava. Je představován tzv. neurální ploténkou, která se později vchlipuje a dává vzniknout neurální trubici. Z této trubice vzniká centrální nervová soustava, tedy mícha a mozek. Z okrajů neurální ploténky však vzniká ještě tzv. neurální lišta, která má mnohem širší uplatnění. Buňky z neurální lišty cestují dorsální trasou, kde se diferencují v melanocyty nebo ventrální trasou skrz somity, u kterých se diferencují v buňky spinálních a autonomních ganglií, buňky enterického nervového systému, Schwannovy buňky a buňky dřeně nadledvin syntetizující katecholaminy.
Neuroektoderm je v počátečních stadiích podobný jako zbytek ektodermu, ale je poněkud zesílený. Posléze se vchlipováním vytvoří dva záhyby, jež nakonec splynou a dutina nervové trubice se uzavře. Vznik neuroektodermu je indukován chordou a jeho rozvoj má silný kranio-kaudální gradient (tedy že se rozvíjí od hlavového konce k ocasnímu), jako celé embryo. Ještě před uzavřením trubice se na kraniálním konci objeví základy mozkových váčků (viz článek mozek a sekce vývoj mozku). V hlavové části embrya po uzavření neurální trubice jsou viditelné dvě párové ztluštění neuroektodermu: otická plakoda (ze které vzniká otický váček) a plakoda čočky.